# Stradow (Vetschau/Spreewald)
Stradow, niedersorbisch Tšadow, ist ein zur Stadt Vetschau/Spreewald gehörendes Dorf im Landkreis Oberspreewald-Lausitz in Brandenburg. Stradow gehört zum amtlichen Siedlungsgebiet der Sorben/Wenden.

## Geografie
Der Ort zählt etwa 299 Einwohner (Stand 2008) und liegt nördlich von Vetschau im Biosphärenreservat Spreewald. Östlich von Stradow fließt das Vetschauer Mühlenfließ, das in der Vergangenheit hier auch eine Wassermühle antrieb. Nördlich erstreckt sich der Oberspreewald und die der Fischwirtschaft dienenden Stradower Teiche. Östlich des Ortes liegt der Wiesenteich. Durch Stradow führt die Straße von Vetschau nach Raddusch und der Gurkenradweg. Das Dorf ist in der Form eines Reihendorfes angelegt. Ursprünglich endete die nach Stradow führende Straße hier als Sackgasse. Zu Stradow gehören die Wohnplätze Stradow Ausbau und Stradower Mühle sowie ein weiteres Gebäude im Norden der Gemarkung, das von Burg-Kolonie umgeben ist.

## Geschichte
Früheste Besiedelungsspuren reichen bis in die Bronzezeit zurück. Etwa um das Jahr 800 entstand im heutigen Stradow eine slawische Wallanlage, die als Fluchtburg in Zeiten kriegerische Auseinandersetzungen diente. Die Wallanlage befand sich etwa im Bereich des heutigen Gutsparkes. Die erste urkundliche Erwähnung stammt jedoch erst aus dem Jahr 1355 und stand in Zusammenhang mit einer Grenzfeststellung gegenüber Lübbenau/Spreewald. Urkundlich erwähnt ist auch eine Verleihung von 6 Hufen Land in Stradow an Hans von Zabelwitz durch Markgraf Friedrich im Jahr 1450.
Etwa um das Jahr 1800 wurde für Gutsarbeiter ein lang gestrecktes Haus im Ort gebaut. 1878 erfolgte die Gründung einer Schule im Ort. Im Jahr 1880 wurde das Stollenreiten im Dorf eingeführt und 1884 der Männergesangsverein des Ortes gegründet. Das heute noch bestehende Gutshaus wurde 1886 gebaut.
Im Jahr 1888 suchte ein Großfeuer den Ort heim. Die den Ort heute überregional bekannt machenden Stradower Teiche entstanden um die Jahrhundertwende zum 20. Jahrhundert. 1904 baute die Gemeinde ein neues Schulhaus. Der Anschluss Stradows an das Netz für elektrischen Strom erfolgte erst 1920. Länger noch dauerte der Anschluss an die zentrale Trinkwasserversorgung. Die letzten Haushalte wurden erst 1986 angeschlossen.
Die Freiwillige Feuerwehr des Ortes wurde 1927 gegründet. Im Zuge der Neuordnung der Landwirtschaft in der Zeit der DDR entstand 1958 in Stradow die LPG Spreeaue. Der Schützenverein wurde 1990 gebildet. Im Jahr 1997 wurde die sogenannte Waldsiedlung An der Schäferei fertiggestellt.
Am 31. Dezember 2001 wurde Stradow nach Vetschau eingemeindet.

### Einwohnerentwicklung
| 1875 | 427 | 1933 | 438 | 1964 | 443 | 1989 | 298 | 1993 | 295 | 1997 | 395 |
| 1890 | 424 | 1939 | 432 | 1971 | 389 | 1990 | 293 | 1994 | 304 | 1998 | 354 |
| 1910 | 468 | 1946 | 550 | 1981 | 316 | 1991 | 294 | 1995 | 304 | 1999 | 354 |
| 1925 | 457 | 1950 | 534 | 1985 | 308 | 1992 | 298 | 1996 | 355 | 2000 | 343 |

## Bauwerke

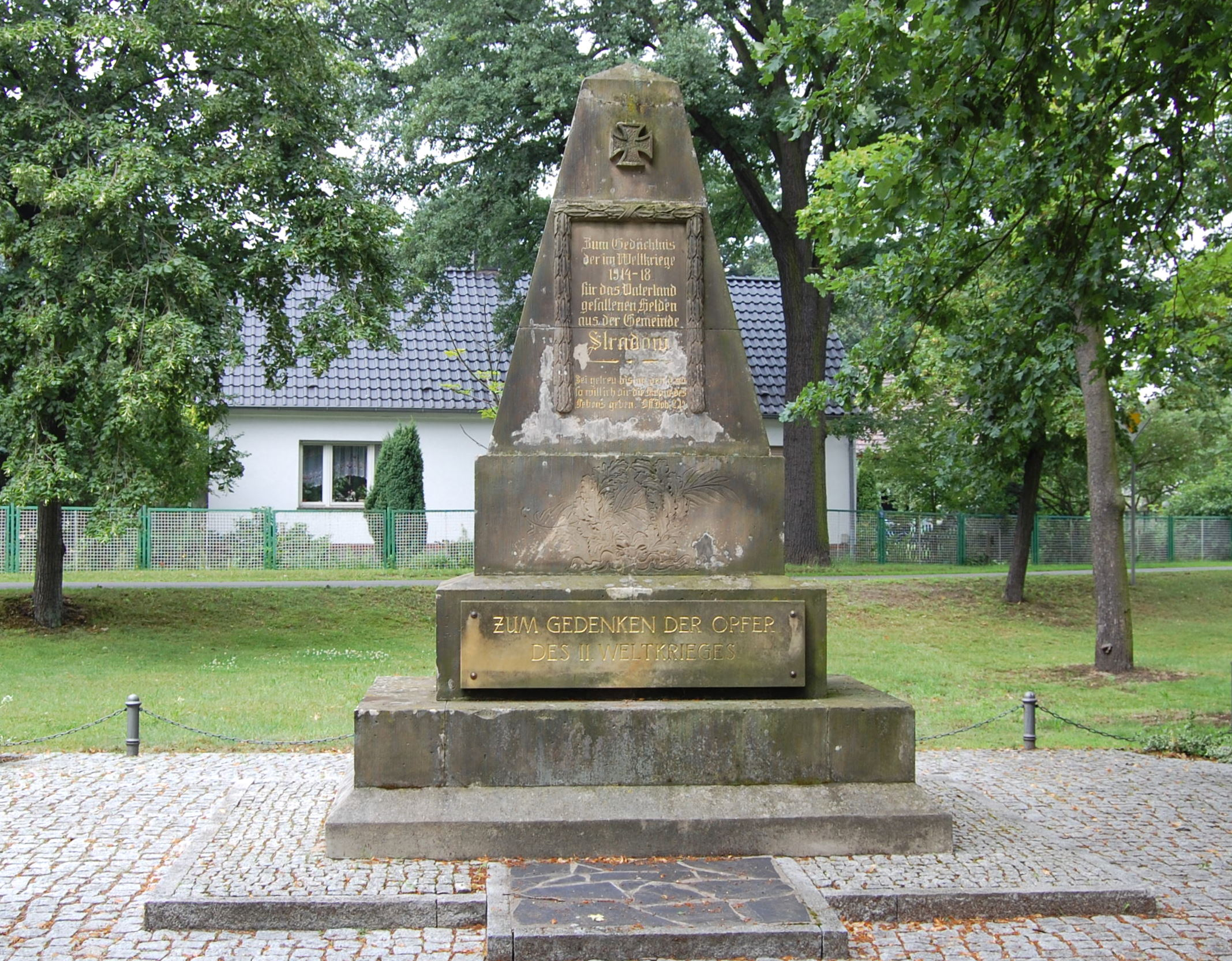
Kriegerdenkmal

Im Dorf befindet sich neben dem Gutspark das 1886 errichtete Gutshaus Stradow. In der Nähe wurde auch ein Kriegerdenkmal errichtet.